# 埃莉卡·沙利文
埃莉卡·沙利文（英語：Erica Sullivan，2000年8月9日—）是一名美國游泳運動員，曾經獲得2020年夏季奧林匹克運動會女子1500公尺自由式比賽銀牌。

## 外部連結
- 埃莉卡·沙利文的X（前Twitter）
- 埃莉卡·沙利文的Instagram帳戶